# Поцей, Александр
Александр Поцей (1698 — март 1770) — государственный деятель Великого княжества Литовского, подчаший великий литовский (1724—1739), каштелян витебский (1739—1740) и трокский (1740—1742), воевода трокский (1742—1770), староста рогачёвский, олькеницкий и ковенский.

## Биография
Представитель литовского шляхетского рода Поцеев герба «Вага». Второй сын воеводы витебского Казимира Александра Поцея (1666—1728) и Анны Терезы Летов. Братья — стражник великий литовский Антоний (ум. 1749) и староста рогачёвский Михаил (ум. 1787).
В 1724 году Александр Поцей получил должность подчашего великого литовского, в 1739 году стал каштеляном витебским. В 1740 году был назначен каштеляном трокским. В 1742-1770 годах — воевода трокский. В 1745 году был избран маршлаком Трибунала ВКЛ. В 1746 году стал кавалером Ордена Белого Орла.

## Семья
В 1720 году женился на Терезе Войно-Ясенецкой (ум. после 1743), вдове каштеляна мстиславского Константина Бенедикта Бжостовского, от брака с которой имел двух сыновей и двух дочерей:
- Людвик Поцей (ок. 1726—1771), стражник великий литовский
- Леонард Поцей (ок. 1730—1774), стражник великий литовский
- Каролина Поцей (1732—1776), жена с 1746 года подкомория великого литовского Станислава Радзивилла (1722—1787)
- Анна Поцей (1720—1788), жена с 1748 года воеводы смоленского Юзефа Тышкевича (1716—1790)